# 6062 Vespa
A 6062 Vespa (ideiglenes jelöléssel 1983 JQ) egy kisbolygó a Naprendszerben. Norman Thomas fedezte fel 1983. május 6-án.